# 麦粒肿
麦粒肿（英語：Hordeolum，亦称Stye），又称为针眼、偷针㽿（「㽿」，切），是眼睑下一种皮脂腺的感染。這導致眼瞼邊緣出現紅腫，眼瞼外側或內側可能會受到影響。
麦粒肿的形成通常導因於金黃色葡萄球菌感染，眼瞼內部是由於麥氏腺感染，而外部是因為蔡斯氏腺感染。另一方面，霰粒腫是因為皮脂腺阻塞而非感染所引起。一般來說它們會在眼瞼中間且並不疼痛。
麦粒肿不經過治療往往在數天至數周內恢復，建議用熱敷等方法加速痊癒的速度，偶爾眼部藥膏抗生素也推薦被使用。然而用以推薦支持這些措施的證據仍貧乏。麦粒肿出現的頻率尚不明瞭，它可能出現在任何年齡層。

## 病征
麦粒肿的最初病症是微痛，并在感染的区域泛红。接着眼睛感到会瘙痒、流泪，并对光与闪光敏感而感到不适。有时候能在眼睑的上下部或其他感染区域会出现一个小小的黄色肿块。

## 治疗
治疗要点分为三个部分：抗菌、镇痛和消炎
醫生根据治疗需要会开具抗菌药物，例如含有氯黴素的眼藥水，以及紅黴素的眼藥膏，这些含有抗生素的药物能够有效抑制病原菌生长，从根源上治愈麦粒肿。
此外根据患者具体症状医生还会建议患者自行冷敷或热敷，冷敷适用于急性发作时患者主诉剧烈疼痛的疾病早期，有利于缓解疼痛，减少结膜充血，达到镇痛效果；等到进入麦粒肿成型的恢复期则可以采取热敷手段，这么做有助于扩张局部血管，增强眼部血液循环让白血球去攻击那些感染细菌，同时加速炎症物质的代谢排出，减轻眼部肿胀，起到消炎效果，但要注意的是在早期热敷会加剧发作和充血。
虽然麦粒肿能自癒，也有一些为治疗麦粒肿的多孢子特制药膏。通过一些简单的治疗，病征一般在一个星期内缓解消除。由于眼部具有丰富的血管且连接大脑，诸如麦粒肿此类细菌性感染造成的疾病万不可在非专业指导下进行切除操作，容易引发感染扩大甚至极其严重的后果。

## 參照
- 眼瞼炎（Blepharitis）
- 霰粒腫（Chalazion）